# Els mixets
Els mixets (rus: Три кота; transcrit com a Tri kota) és una sèrie de televisió animada russa per a nens en edat preescolar i llar d'infants feta per STS Media i Metrafilms. S'ha doblat al català pel canal Super3.
La sèrie de televisió s'ha emès a 148 països al canal Nick Jr. des de finals de novembre de 2017. El canal de televisió francès infantil Gulli ha distribuït la primera i segona temporades (per a un total de 156 capítols). Gulli va començar a emetre el programa el 6 de gener de 2020.